# Eleições presidenciais no Tajiquistão em 1991
As eleições presidenciais foram realizadas na RSS Tajique em 24 de novembro de 1991. O resultado foi uma vitória para Rahmon Nabiyev, do Partido Comunista do Tajiquistão, que recebeu 60% dos votos. A participação eleitoral foi de 86,5%.

## Resultados
| Candidato                            | Partido                              | Votos     | %      |
| ------------------------------------ | ------------------------------------ | --------- | ------ |
| Rahmon Nabiyev                       | Partido Comunista do Tajiquistão     | 1,321,189 | 60.44  |
| Davlat Khudonazarov                  | Partido Democrático                  | 678,461   | 31.04  |
| Saifuddin Turayev                    |                                      | 101,146   | 4.63   |
| Khikmatullo Nasriddinov              |                                      | 28,963    | 1.32   |
| Burikhon Salimov                     |                                      | 11,863    | 0.54   |
| Bobisho Shoyev                       |                                      | 8,273     | 0.38   |
| Akbar Maksumov                       |                                      | 5,140     | 0.24   |
| Contra todos                         | Contra todos                         | 30,974    | 1.42   |
| Total                                | Total                                | 2,186,009 | 100.00 |
|                                      |                                      |           |        |
| Votos válidos                        | Votos válidos                        | 2,186,009 | 96.83  |
| Votos inválidos/em branco            | Votos inválidos/em branco            | 71,467    | 3.17   |
| Total de votos                       | Total de votos                       | 2,257,476 | 100.00 |
| Eleitores registrados/comparecimento | Eleitores registrados/comparecimento | 2,610,089 | 86.49  |